# Aizkraukle
Aizkraukle ( výslovnost, německy Asscrade, Ascheraden, do roku 1991 Stučka) je město v Lotyšsku, ležící na pravém břehu Daugavy na historickém území Livonska. Město je správním centrem stejnojmenného kraje. K 1. červenci 2015 zde žilo 7767 obyvatel.
První písemná zmínka o Aizkraukle pochází z Livonské kroniky Jindřicha Lotyše (Heinrici Cronicon Livoniae), v jejíž třetí knize, zachycující události přelomu 12. a 13. století, je popsáno tažení vojska pohanských Litevců spolu s Livonci z Aizkraukle (Asscrade) a Lielvārde proti Rize, v níž se usídlili křesťané.
V 60. letech 20. století byla zahájena výstavba vodní elektrárny Pļaviņas, která je dnes největší elektrárnou svého druhu v Pobaltí a druhou největší v Evropské unii. V roce 1967 získalo Aizkraukle městská práva. Do roku 1990 neslo město jméno Stučka na počest významného lotyšského komunisty Pēterise Stučky.
Městem prochází důležitá železniční trať spojující Rigu s druhým největším městem Daugavpils a Ruskem. Úsek z Rigy do stanice Aizkraukle je elektrifikován a Aizkraukle je tak nejzazší stanicí, kam dojíždějí z Rigy elektrické jednotky předměstské dopravy.

## Obyvatelstvo
| Rok  | Počet obyvatel |
| ---- | -------------- |
| 2010 | 8709           |
| 2015 | 7767           |